# Theodora Bertzi
Theodora Bertzi (n. 11 mai 1959, București) este un medic și om politic român, ales ca deputat de Maramureș în legislatura 1992-1996, pe listele partidului PL'93/PAC. În prezent, ea îndeplinește funcția de secretar de stat, coordonator al Departamentului Afaceri Sociale și Egalitate de Șanse din Ministerul Muncii, Familiei și Egalității de Șanse.

## Biografie
Theodora Bertzi s-a născut la data de 11 mai 1959, în municipiul București. A urmat cursurile Facultății de Medicină Generală din cadrul Institutului de Medicină și Farmacie din București (1978-1984), urmând apoi cursuri de specializare în cardiologie (1987-1988) și homeopatie (1988-1989) organizate de Ministerul Sănătății, precum și specializare în medicină generală la Institutul de Medicină și Farmacie din București (1991) și studii postuniversitare în Managementul Serviciilor de Sănătate și Sociale organizate de Institutul de Management al Serviciilor de Sănătate și Sociale (1998).
De asemenea, a absolvit cursuri de formare, postuniversitare de scurtă și lungă durată, astfel: Asigurarea sănătății în Germania, Cadrul legislativ, administrație și implementare - Bundestag, Comisia de Sănătate (1995), Program pentru vizitatori internaționali (International Visitors) “Asigurarea serviciilor de sănătate și de educație pentru copii și tineri" - Guvernul SUA (1995), Program de formare cu privire la managementul serviciilor publice pentru copii - Universitatea Parckland, SUA (1997), Sesiune de formare cu privire la descentralizarea serviciilor publice specializate pentru protecția copilului, organizată de Consiliul General Seine-et-Marne, Franța (1997), Sesiune de formare cu privire la procedurile PHARE, organizată de Delegația Comisiei Europene în România (1998), Formare cu privire la tehnici de management, organizată de Compania de
formare și audit BPP (1999), « Managementul schimbării și leadership », pregatire organizată de Guvernul Marii Britanii și Irlandei de Nord (2002), Managementul Afacerilor Publice Europene și Guvernare modernă - INA (2004) și un curs aprofundat în domeniul asistenței sociale (2 ani) - organizat de Facultatea de Asistență Socială și Sociologie din cadrul Universității București (2004).
După absolvirea facultății, a lucrat ca medic stagiar, apoi medic specialist de medicină generală la Policlinica nr. 2 și Spitalul Municipal din Călărași (1984-1992).

## Activitate politică
Intrată în politică în anul 1991 ca membră a PNL-AT (transformat apoi în PL'93), Theodora Bertzi a fost secretar executiv al aparatului central al PNL-AT, consilier cu probleme speciale și membru în Consiliul Național al acestui partid.  În anul 1992, a fost aleasă drept consilier local în Consiliul Local al Sectorului 3 București, din partea PL '93. A participat la o sesiune de formare a Partidului Liberal “Soluții liberale pentru problemele României”, organizată de Universitatea de Vară din Aix-en-Provence, Franța (1993).
În urma alegerilor parlamentare din septembrie 1992, Theodora Bertzi a fost aleasă ca deputat de Maramureș pentru legislatura 1992-1996. În această calitate, a fost secretar al Comisiei de Muncă și Protecție Socială din Camera Deputaților, membră a Comisiei parlamentare speciale pentru stabilirea orarului pentru campania electorală și repartizarea timpilor de antenă și membră a Grupului parlamentar de prietenie cu Republica Ungară.
A candidat fără succes pentru Camera Deputaților în județul Brașov (în 1996, din partea PL'93, dar deși a avut prima poziție pe listă, partidul pe care-l reprezenta nu a trecut de baremul electoral) și pentru Senat în județul Vrancea (în 2000, din partea PNL, a avut tot prima poziție pe listă, dar nu a intrat în Parlament). În perioada 1997-2000 a fost membră în Consiliul Național PNL.
După ce nu a mai fost parlamentar, a lucrat ca expert guvernamental la Departamentul pentru Protecția Copilului a Guvernului  României (1997-2000), vicepreședinte la Agenția Națională pentru Protecția Drepturilor Copilului (1999-2001), director al Direcției de Politici, Strategii, Implementare din cadrul Autorității Naționale pentru Protecția Copilului și Adopție (ANPCA) (2001-2005) și apoi ca secretar de stat la Oficiul Român pentru Adopții (ORA) (2005-2007). În perioada 2010-2012, Theodora Bertzi a fost director al Institutului pentru Liberă Inițiativă.
În mai 2007, Theodora Bertzi a fost numită în funcția de secretar de stat, coordonator al Departamentului Afaceri Sociale și Egalitate de Șanse din Ministerul Muncii, Familiei și Egalității de Șanse.
Theodora Bertzi este căsătorită cu Ducu Bertzi cu care are doi copii.